# Хасс (земельное владение)
Хасс (осман. خاص‎ от араб. خاص‎ — «особый», «частный») — крупное земельное пожалование, существовавшее в Османской империи вплоть до отмены военно-ленной системы (1839) и, в отличие от тимара и зеамета, не обязательно связанное с личным несением военной службы. Установлено при султане Мураде I. Годовой доход с одного хасса составлял более 100 тысяч акче.
Держатель хасса — бей. В случае организации правительством военного похода бей выставлял одного джебели (конного война) на каждые 5 тысяч акче дохода.